# Фердінан Колі
Фердіна́н Алекса́ндр Колі́ (фр. Ferdinand Alexandre Coly, нар. 10 вересня 1973, Дакар) — сенегальський футболіст, що грав на позиції захисника.
Виступав, зокрема, за клуби «Ланс» та «Парма», а також національну збірну Сенегалу.

## Клубна кар'єра
Народився 10 вересня 1973 року в місті Дакар. Вихованець футбольної школи клубу «Стад Пуатевен». У дорослому футболі дебютував 1994 року виступами за головну команду цього ж клубу, в якій провів два сезони, взявши участь у 66 матчах чемпіонату. 
Протягом 1996—1999 років захищав кольори команди клубу «Шатору».
Своєю грою за останню команду привернув увагу представників тренерського штабу «Ланса», до складу якого приєднався 1999 року. Відіграв за команду з Ланса наступні чотири сезони своєї ігрової кар'єри.
Згодом з 2003 по 2005 рік грав у складі англійського «Бірмінгем Сіті» та італійської «Перуджі».
2005 року перейшов до клубу «Парма», за який відіграв 3 сезони. Завершив професійну кар'єру футболіста виступами за команду «Парми» у 2008 році

## Виступи за збірну
2000 року дебютував в офіційних матчах у складі національної збірної Сенегалу. Протягом кар'єри у національній команді, яка тривала 8 років, провів у формі головної команди країни 43 матчі.
У складі збірної був учасником чемпіонату світу 2002 року в Японії і Південній Кореї, Кубка африканських націй 2002 року в Малі, де разом з командою здобув «срібло», Кубка африканських націй 2004 року в Тунісі, а також Кубка африканських націй 2006 року в Єгипті.

## Титули і досягнення
- Срібний призер Кубка африканських націй: 2002